# Резников, Виктор Михайлович
Ви́ктор Миха́йлович Ре́зников (9 мая 1952, Ленинград — 25 февраля 1992, Санкт-Петербург) — советский и российский композитор, поэт-песенник, исполнитель.

## Биография

### Ранние годы
Виктор Резников родился 9 мая 1952 года в Ленинграде. Его родители расстались вскоре после рождения сына. Отец — инженер Михаил Яковлевич Резников, мать — психиатр Лилия Ефимовна Резникова.
До 1965 года Виктор вместе с матерью жил в доме 13/9 по Владимирскому проспекту. Двору именно этого дома впоследствии он посвятил одну из своих наиболее известных песен «Дворик». Затем вместе с матерью, бабушкой и дядей они переехали в Купчино.
С самого раннего детства Виктор увлекался футболом и плаванием, в течение некоторого времени занимался гимнастикой, баскетболом и шахматами. Когда Виктору было шесть лет, мать отдала его заниматься в музыкальную школу по классу скрипки. При прослушивании экзаменационная комиссия отметила у мальчика способности выше средних. Тем не менее из-за нежелания заниматься у Виктора возникли проблемы со здоровьем и после трёх месяцев обучения мать забрала его из музыкальной школы.
После окончания школы поступил в Ленинградский кораблестроительный институт. Увлекался спортом и музыкой. Успешно учился, но через некоторое время понял, что инженер — не его призвание. Поступил в Ленинградский пединститут на факультет физвоспитания и в 1975 году получил диплом.

### Карьера
Начал писать песни с 1970 года. Первую песню назвал «Бродяга апрель». Одним из первых в СССР стал создавать музыку на компьютере.
С 1978 года Виктор Резников трудился в государственной концертной организации «Ленконцерт». Известность композитору принесла песня «Улетай, туча», исполненная в 1979 году популярной певицей советской эстрады Аллой Пугачёвой.
В 1979 году Виктор Резников предложил Михаилу Боярскому несколько своих песен. По словам Боярского, Резников несколько раз приходил к нему на репетиции в театр и настойчиво предлагал послушать его песни. После очередного раза Боярский послушал и сразу же согласился с ним работать. Тогда он записал две песни Резникова: «Не беда!» и «Лето без тебя», а в последующие годы ряд новых песен: «Дворик» (1983), «Я забуду о тебе» (1986), «Вроде всё ничего» (1987), «Карточный домик» (1987). Вместе они создали музыкальный квартет, в состав которого вошли также их сыновья — Андрей Резников и Сергей Боярский. В 1986 году квартет стал известным благодаря песне «Динозаврики». Чуть позже квартет отцов и детей записал так же композиции «Домовой» и «Ночь, прочь!».
В том же году В. Резников ушёл из «Ленконцерта». Сотрудничал с ленинградской рок-группой «Марафон» п/у Виктора Смирнова, солистом которой был Геннадий Богданов.
В 1988 году он возглавил ленинградский филиал всесоюзного творческо-производственного объединения СПМ «Рекорд».
Виктор Резников стал лауреатом фестиваля «Молодые композиторы Ленинграда» и всесоюзного телевизионного фестиваля «Песня года» (1985 — «Солдатка» в исполнении Людмилы Сенчиной, 1987 — «Карточный домик» в исполнении Ирины Отиевой, а также 2 песни в исполнении Ларисы Долиной: «Льдинка» — в 1988, 1999 и 2000 годах — «Телефонная книжка»).
Его песни исполняли ведущие певцы и ансамбли советской эстрады: Алла Пугачёва, Лариса Долина, Валерий Леонтьев, Игорь Иванов, Ирина Отиева, ВИА «Песняры», Яак Йоала, Анне Вески, Людмила Сенчина, Тынис Мяги, Роза Рымбаева, Лев Лещенко, Альберт Асадуллин, София Ротару, бит-квартет «Секрет».
Написал музыку к музыкальному кинофильму «Как стать звездой», получившему большой зрительский успех.
Участвовал в популярных программах ленинградского ТВ, в числе которых «Розыгрыш», «Новогодний лабиринт», «Музыкальный ринг» в 1986—1988 годах (соревновался с ленинградским композитором Игорем Корнелюком), а также неоднократно выступал в музыкальных передачах центрального ТВ: «Утренняя почта», «Шире круг», фестиваль передачи «Программа „А“» (1990).
В ноябре 1988 года в рамках встречи американских деятелей искусств с молодыми советскими композиторами, состоявшейся в СССР на волне перестройки, песней Резникова «Домовой» заинтересовались американские продюсеры. Был написан английский текст и новая песня получила название «Don’t Stop Now».
В июне 1990 года вышел в свет советско-американский альбом Music Speaks Louder Than Words, в который также вошла песня Виктора в исполнении группы «The Cover Girls». Параллельно у «The Cover Girls» вышел макси-сингл «Don’t Stop Now / Funk Boutique» (1990). Продюсерам удалось «раскрутить» песню так, что она попала в американский хит-парад танцевальной музыки Hot Dance Music журнала Billboard, заняв 63 место. Для советского композитора-песенника это был беспрецедентный случай.
В 1991 году была организована советско-американская группа «SUS» (Soviet Union-United States) — проект В. Резникова и певца, композитора и музыканта Дэна Мерилла (Daniel Merrill). В состав группы также вошли музыканты Steven Boutet, Владимир Густов и Дмитрий Евдомаха. В августе 1991 года Дэн Мерилл прилетел в Ленинград и коллектив записал альбом (впоследствии так и не вышедший). В него также вошло несколько уже известных песен Резникова, к которым Д. Мерилл написал новые тексты на английском языке. К песням «Another Try» и «Place In My Heart» были сняты видеоклипы.
В 1991 году по инициативе Виктора Резникова, Юрия Давыдова («Зодчие») и Михаила Муромова была создана футбольная сборная эстрадных звёзд России «Старко». Идея проекта состояла в сочетании «звёздных» футбольных матчей и масштабных гала-концертов — в благотворительных целях. Первым капитаном команды стал Виктор Резников. В состав первой сборной вошли ведущие певцы и музыканты начала 1990-х: Владимир Пресняков-старший и Владимир Пресняков-младший, Александр Кутиков, Михаил Боярский, Михаил Муромов, Юрий Давыдов, Юрий Лоза, Сергей Беликов, Сергей Минаев, Валерий Сюткин («Браво»), Вячеслав Малежик, Крис Кельми, Сергей Крылов, Николай Фоменко («Секрет»), Алексей Глызин, Андрей Мисин. Эрнест Серебренников (спортивный телекомментатор, режиссёр), о первом матче:

Можно только поражаться, насколько Виктор и его товарищи угадали с этой идеей, зрителей было больше, чем на матче команд мастеров. Готовы были приехать сюда и звёзды журналистики: был Николай Озеров, вёл репортаж Геннадий Орлов — наш коллега, здесь были журналисты из многих газет, огромное количество зрителей. И сразу стало ясно, что эта идея — прекрасна. (Из передачи памяти Виктора Резникова, телевидение Санкт-Петербурга, 1994 год)
В январе 1991 года музыкальный квартет В. Резникова, М. Боярского и их сыновей принимал участие в благотворительном телемарафоне «Возрождение» (сбор средств в фонд города Ленинграда). В конце 1991 года Резников написал свою последнюю песню «Спасибо, родная!», которую в начале 1992 года записал Михаил Боярский.

### Смерть
23 февраля 1992 года Виктор Резников на своём автомобиле ВАЗ-2106 поехал отвозить трёхлетнюю дочь Анну к её бабушке Лилии Ефимовне. При развороте на Белградской улице между домами №№ 28/1 и 30 (координаты: 59°51′27″ с. ш. 30°21′51″ в. д.) в водительскую дверь его машины врезался автомобиль «Волга», ехавший сзади во втором ряду с большой скоростью. Дочь при аварии не пострадала. Авария произошла на глазах матери композитора, которая вышла его встречать.
Более двух суток Резников пролежал в Военно-медицинской академии имени Кирова, но врачам не удалось его спасти, он умер 25 февраля 1992 года. Похоронен на Комаровском кладбище в пригороде Санкт-Петербурга.

## Семья
Отец — Михаил Яковлевич Резников, выпускник Военно-воздушной академии, служил инженером в авиационных частях на Дальнем Востоке, родители развелись, но поддерживали хорошие отношения.
Мать — Лилия Ефимовна Резникова (25 декабря 1924, Клинцы — 20 июля 2019, Санкт-Петербург) — врач-психиатр.
Жена — Людмила Александровна Кольчугина (Резникова) (род. 5 февраля 1955) — основательница и генеральный директор Радио Рекорд, Санкт-Петербург.
- Сын — Андрей Викторович Резников (род. 23 октября 1978), генеральный продюсер «Радио Рекорд», Санкт-Петербург, бывший генеральный продюсер MTV Россия, автор песен.
- Дочь — Анна Викторовна Резникова (род. 18 июля 1988), шоу-директор и директор по маркетингу «Радио Рекорд», была замужем за продюсером Борисом Борзенко[18].
  - Внук — Виктор, сын Анны Резниковой.
  - Внучка — Мария, дочь Анны Резниковой.

## Признание
- Лауреат фестиваля «Молодые композиторы Ленинграда»
- 1985 — лауреат всесоюзного телевизионного фестиваля «Песня-85.»
- 1987 — лауреат всесоюзного телевизионного фестиваля «Песня-87»
- 1988 — лауреат всесоюзного телевизионного фестиваля «Песня-88»
- 1991 — сингл «Don’t Stop Now» (1990 группы «The Cover Girls» на музыку В. Резникова занял 2-е место в хит-параде танцевальной музыки «Hot Dance Music» журнала «Billboard»
- 2012 — премия «За вклад в развитие музыки» (посмертно) на телевизионном фестивале «Песня года-2012». Получал сын композитора — Андрей Резников[19]

## Память

Могила Виктора Резникова

После гибели Резникова его жена Людмила Кольчугина вместе с друзьями композитора организовала Фонд Виктора Резникова. При фонде существует Детский музыкальный театр имени Виктора Резникова. 2 раза в год в детском музыкальном театре проводят концерты памяти, приуроченные ко дню рождения и дню смерти композитора. Адрес театра — Санкт-Петербург, проспект Стачек, дом 105.
Композитору посвящён документальный фильм «Капитан с „Благодатной“» (1993). Сценарист Диана Берлин, режиссёр Елена Токмакова.
В 1990-х годах в Санкт-Петербурге проводили международный конкурс молодых композиторов имени В. Резникова. В 1997 году вышла в свет книга воспоминаний матери Резникова Лилии Резниковой «Где же ты, мой сыночек, где ты?» ISBN 5-7921-0732-4, ISBN 5-7921-0194-9 (СПб. Изд. дом «Корвус»). Данную книгу можно абсолютно бесплатно почитать либо скачать здесь: https://1drv.ms/b/c/b287f1d4ec2acd67/Ef1fpDKMExlMvc2957e2s2wBFQ904W0C5D8sajGg__jxZg?e=OonZFUТакже Лилия Резникова написала песню, посвящённую памяти сына. 
Памяти Виктора Резникова посвящено несколько песен:
- Александр Розенбаум — «Послушай, старик (Резникову)». Песня была написана при жизни Резникова. В альбом «Ностальгия» (1994) вошла под названием «Штандер (посвящается Виктору Резникову)»
- Юрий Лоза — «Памяти Виктора Резникова» (1992). Вошла позже в альбом «Заповедные места» (2000)
- Вячеслав Малежик — «В этом старом доме… (Памяти В. Резникова)» (автор слов — Владимир Халецкий). Вошла в альбом «Песни под гитару» (1998)
- Михаил Боярский — «Реквием (Памяти Виктора Резникова)» (автор — Виктор Мальцев. Вошла в альбом «Графский переулок» (2003)
- Леонид Агутин — «Вспомни о нём»

Резникову был посвящён один из выпусков музыкальной передачи «ДОстояние РЕспублики» (Первый канал; эфир 28 января 2011 года). 15 октября 2011 года на стадионе «Коломяги-Спорт» состоялся первый Детский футбольный турнир имени Виктора Резникова среди футбольных команд учащихся 3—5 классов школ Приморского района Санкт-Петербурга.

## Работы

### Песни
Всего композитор написал около ста песен (как в соавторстве с поэтами, так и на свои тексты), многие из них стали шлягерами.
- «Another Try» (сл. Daniel Merrill) — исп. советско-американская группа «SUS».
- «Cupid Boy» (сл. Daniel Merrill) — исп. советско-американская группа «SUS».
- «Don’t Stop Now» (сл. Todd Cerney и Harold Payne) — исп. американская группа «The Cover Girls».
- «Merciless Time» (сл. Валерия Комиссарова) — исп. Виктор Резников, участники детского музыкального театра имени В. Резникова.
- «One Night» (сл. Daniel Merrill) — исп. советско-американская группа «SUS».
- «Only for you» (сл. Daniel Merrill) — исп. советско-американская группа «SUS».
- «Place In My Heart» (сл. Daniel Merrill) — исп. советско-американская группа «SUS», Наталья Шатеева.
- «These Eyes» (сл. Daniel Merrill) — исп. советско-американская группа «SUS».
- «True Belivers» (сл. Daniel Merrill) — исп. советско-американская группа «SUS».
- «Бегайте трусцой» (сл. Виктора Резникова) — исп. Виктор Резников, ВИА «Песняры».
- «Биочасы» (сл. Алексея Римицана) — исп. Валерий Леонтьев.
- «Бродяга Апрель» (сл. Виктора Резникова) — исп. участники детского музыкального театра им. В. Резникова.
- «Бумажный змей» (сл. Виктора Резникова) — исп. Ирина Понаровская[22], Алла Пугачёва, Дмитрий Маликов (также в дуэте с Викторией Богославской — «Фабрика звёзд 4»), рок-группа «Би-2», Леонид Агутин (также в дуэте с Настей Петрик), Екатерина Катаева (анс. «Viva Solo!», г. Астрахань), группа «Nine Lives» (г. Ставрополь), Андрей Александрин, Влад Соколовский.
- «Венеция» (сл. Виктора Резникова) — исп. Виктор Резников.
- «Весенний дождь» (сл. Виктора Резникова).
- «Ветер» (сл. Ильи Резника).
- «Водолаз» (сл. Виктора Резникова) — исп. Геннадий Богданов и рок-группа «Марафон» (п/у Виктора Смирнова).
- «Возвращайся» (сл. Виктора Резникова).
- «Волны, волны» (сл. Виктора Резникова).
- «Вроде всё ничего» (сл. Виктора Резникова) — исп. Михаил Боярский.
- «Всё пустое» (сл. Виктора Резникова)[23] — исп. Виктор Резников, Анастасия Травкина (Санкт-Петербург), Михаил Боярский (продюсер Василий Гончаров).
- «Всё, что было» (сл. Виктора Резникова).
- «В танце над волнами» (сл. Виктора Резникова) - исп. Лариса Долина.
- «Город-корабль» (сл. Виктора Резникова).
- «Дарю» (сл. Виктора Резникова).
- «Дарю, дарю» (сл. Алексея Римицана) — исп. бит-квартет «Секрет».
- «Два цвета» (сл. Виктора Резникова) — исп. Виктор Резников.
- «Двенадцать месяцев в году» (сл. Виктора Гина) — исп. Виктор Резников.
- «Дворик» («Мой дворик») (сл. Юрия Бодрова) — исп. Виктор Резников, Тынис Мяги и рок-группа «Мюзик Сейф», Роза Рымбаева, Михаил Боярский, Екатерина Суржикова, Мария Кац, Максим Леонидов.
- «Дельтаплан» (сл. Алексея Римицана) — исп. Лариса Долина, София Ротару, Оксана Казакова.
- «День рождения» (сл. Виктора Резникова).
- «Динозаврики» (сл. Алексея Римицана) — исп. квартет: Сергей и Михаил Боярские, Андрей и Виктор Резниковы; ВИА «КАВёР» (Санкт-Петербург).
- «Домовой» (сл. Алексея Римицана и Виктора Резникова) — исп. Виктор Резников; квартет: Сергей и Михаил Боярские, Андрей и Виктор Резниковы; Лариса Долина, дуэт Лариса Долина и Ангелина Миончинская.
- «Дорога мира» (сл. Лилии Виноградовой) — исп. Виктор Резников, Виталий Дубинин.
- «Жемчужина» («В утренней заре», «Тайна») (сл. Ильи Шустаровича) — исп. Анне Вески.
- «Загадай желание» (сл. Виктора Резникова).
- «Загадка» (сл. Виктора Резникова).
- «Запасной» (сл. Виктора Резникова) — исп. Виктор Резников.
- «Золотые ворота» (сл. Виктора Резникова) — исп. Виктор Резников.
- «Как дела, старина?» (сл. Виктора Резникова и Максима Леонидова) — исп. бит-квартет «Секрет».
- «Как жаль» («Нет тебя со мной») (сл. Виктора Резникова) — исп. Виктор Резников, Яак Йоала (также, на эстонском языке под названием «Nii kokku me ei saagi eal», на стихи Kustas Kikerpuu[эст.]), Анна Широченко[24], Лолита Милявская, Сергей Пенкин (также, в дуэте с Лолитой Милявской), Evelin Pange[эст.] (под названием «Nii kokku me ei saagi eal», на эстонском языке).
- «Карточный домик» (сл. Лилии Виноградовой) — исп. Виктор Резников, Валерий Леонтьев, Ирина Отиева, Геннадий Богданов и рок-группа «Марафон» (п/у Виктора Смирнова), Михаил Боярский, Татьяна Буланова.
- «Кто виноват?» (сл. Виктора Резникова) — исп. Валерий Леонтьев, Игорь Иванов, Ирина Отиева, Наталья Нурмухамедова.
- «Лабиринт» (сл. Виктора Резникова?) — исп. Виктор Резников, ВИА «Надежда».
- «Ленивый гном» («Гном») (сл. Виктора Резникова) — исп. Виктор Резников, ВИА «Песняры».
- «Ленинград» (сл. Виктора Резникова) — исп. Виктор Резников.
- «Лето без тебя» (сл. Виктора Резникова) — исп. Михаил Боярский, Лариса Долина, Татьяна Анциферова, Владислав Качура, Олег Газманов и группа «Визит» (г. Калининград), вокально-инструментальный дуэт «The Goryachev Brothers» (г. Ялта), Дмитрий Кобозев, Grisha Urgant, Варвара Визбор.
- «Льдинка» (сл. Виктора Резникова) — исп. Виктор Резников, Лариса Долина, Геннадий Богданов и рок-группа «Марафон» (п/у Виктора Смирнова), Андрей Резников и Сергей Боярский, группа «Ассорти»[25], Сати Казанова, Александр Панайотов, Дмитрий Кобозев.
- «Меняю» (сл. Андрея Вознесенского) — исп. Тынис Мяги и Иво Линна.
- «Найди меня» (сл. Виктора Резникова).
- «Найди мне подкову» (сл. Виктора Резникова).
- «Не беда» (сл. Виктора Резникова) — исп. Яак Йоала (также, на эстонском языке под названием «See on hea», автор слов — Valli Ojavere), Михаил Боярский.
- «Не жди меня» (сл. Игоря Кохановского) — исп. Жасмин.
- «Не забудь» (сл. Андрея Вознесенского) — исп. Максим Леонидов.
- «Не читай между строк» (сл. Виктора Резникова) — исп. Виктор Резников, Анатолий Алёшин, Нагима Ескалиева; Иво Линна и рок-группа «Rock Hotel[эст.]» (на эстонском языке под названием «Varjata Head Ei Saa»).
- «Недотрога» (сл. Виктора Резникова) — исп. Виктор Резников, Геннадий Богданов и рок-группа «Марафон» (п/у Виктора Смирнова), Владимир Пресняков (младший), Влад Соколовский (также, в дуэте с Нюшей); под названием «Isha Ahzarit» — Максим Леонидов (на иврите), группа «Ассорти».
- «Никогда» (сл. Татьяны Калининой) — исп. Виктор Резников, Анна Широченко, Игорь Николаев.
- «Новый год» (сл. Виктора Резникова) — исп. Виктор Резников, Яак Йоала, Лариса Долина, Батырхан Шукенов; на фестивале «Песня года-2012» песню исполнили звёзды российской эстрады Л. Долина, Л. Лещенко, В. Меладзе.
- «Новый отсчёт» (сл. Лилии Виноградовой) — исп. Анне Вески (также, на эстонском языке под названием «Maapealne Tee» — на стихи эстонской поэтессы Леэло Тунгал).
- «Ночь, прочь!» (сл. Алексея Римицана) — исп. квартет: Сергей и Михаил Боярские, Андрей и Виктор Резниковы.
- «Остановись» (сл. Виктора Резникова) — исп. Виктор Резников, Лариса Долина, Роман Емельяненко.
- «Очень умный робот» (сл. Виктора Резникова) — исп. Виктор Резников.
- «Перелётная птица» (сл. Виктора Резникова) — Лайма Вайкуле (посмертный студийный «дуэт» с Виктором Резниковым).
- «Повезло» (сл. Виктора Резникова).
- «Поздняя любовь» (сл. Виктора Резникова) — исп. Юрий Охочинский.
- «Половинка» (сл. Виктора Резникова) — исп. Лариса Долина (также, в дуэте с Еленой Терлеевой), Ани Лорак (также, в дуэте с Сергеем Пенкиным), группа А’Студио, Дмитрий Кобозев.
- «Почему?» (сл. Виктора Резникова) — исп. Виктор Резников, Геннадий Богданов и рок-группа «Марафон» (п/у Виктора Смирнова).
- «Практикантка Катя» (сл. Алексея Римицана) — исп. Лариса Долина.
- «Признание» (сл. Виктора Резникова) — исп. Виктор Резников, Марьяна Ганичева, Лариса Долина, Людмила Сенчина, Валерий Леонтьев, Игорь Иванов, Роман Емельяненко, Владимир Пресняков (младший), Гинтаре Яутакайте, Батырхан Шукенов, ВИА «Надежда», Виталий Кияшко (саксофон), DJ Цветкоff (Алексей Цветков) и Алла Довлатова.
- «Признание» (версия со сл. Ильи Резника) — исп. Алла Пугачёва.
- «Примета» (сл. Виктора Резникова) — исп. Алла Пугачёва, Анна Широченко, Татьяна Шатерник (Белоруссия).
- «Свет» (сл. Алексея Римицана) — исп. Виктор Резников и рок-группа «Марафон» (п/у Виктора Смирнова).
- «Снился мне сон» (сл. Виктора Резникова) — исп. Лев Лещенко и группа «Спектр», Альберт Асадуллин.
- «Солдатка» (сл. Сергея Острового) — исп. Виктор Резников, Алла Пугачёва, Лариса Долина, Людмила Сенчина.
- «Сонет» («Сонет Шекспира (65)») (сл. Уильяма Шекспира, перевод С. Маршака) — исп. Виктор Резников, Валерий Леонтьев, ВИА «Песняры», Дмитрий Кобозев (под названием «Горькое раздумье»).
- «Спасибо, родная» («Спасибо за день, спасибо за ночь») (сл. Виктора Резникова, 3-й куплет — Алексея Римицана) — исп. Виктор Резников, Михаил Боярский, Виктор Салтыков, Дмитрий Маликов (инструментальная версия), Ани Лорак («Спасибо, родной мой»).
- «Старый фотограф» (сл. А. Хребтова) — исп. Виктор Резников, Анне Вески (а также, на эстонском языке под названием «Fotograaf» — на слова J. Veski).
- «Судьба» (сл. Анатолия Монастырёва и Ольги Писаржевской) — исп. Виктор Резников, Гинтаре Яутакайте, Анна Широченко, Ольга Юферева, Марина Капуро, Анне Вески (записала 2 версии песни, вошедшие в двойной альбом «Всё бывает»/«Kõike juhtub» [2010, 2CD]: на русском и на эстонском языке под названием «Ei Saatusega Vaidle Ma»).
- «Такое же» (сл. Андрея Вознесенского) — исп. Виктор Резников, Анастасия Травкина (Санкт-Петербург).
- «Тандем» (сл. Николая Зиновьева) — исп. Яак Йоала и ВИА «Радар», ВИА «Песняры», Нагима Ескалиева, Лариса Долина.
- «Танцуй со мной» (сл. Виктора Резникова) — исп. Виктор Резников, Лариса Долина, Анастасия Травкина (Санкт-Петербург).
- «Телефон» («Новый телефон») (сл. Виктора Резникова) — ВИА «Песняры», Лариса Долина, Анатолий Алёшин.
- «Телефонная книжка» (сл. Виктора Резникова) — исп. Виктор Резников, Алла Пугачёва, Лариса Долина, Лолита Милявская, Ада Мартынова и гр. Чудо-Остров (г. Санкт-Петербург), Жанна Орынбасарова (Казахстан), Rita Trence и Pēteris Stutāns (на латышском языке под названием «Telefonu grāmatiņa», автор слов Pēteris Stutāns).
- «Ты на пороге замри» (сл. Лилии Виноградовой) — исп. Марина Капуро и Виктор Резников (дуэт), Марина Капуро и Михаил Боярский (дуэт). В 2004 г. на мелодию песни («Ты на пороге замри») была написана новая — «Однажды на Рождество» (на стихи Карена Кавалеряна). Впервые песня прозвучала 1 января 2005 в передаче «Голубой огонёк на Шаболовке» в исполнении группы «Премьер-министр» и Валерии.
- «Улей» (сл. Алексея Римицана) — исп. Геннадий Богданов и рок-группа «Марафон» (п/у Виктора Смирнова).
- «Улетай, туча» (сл. Виктора Резникова) — исп. Алла Пугачёва, Филипп Киркоров, ВИА «Ритм» п/у Александра Авилова (инструментальная версия).
- «Футбол» (сл. Виктора Резникова) — исп. Виктор Резников.
- «Юлия» (сл. Виктора Резникова) — исп. Виктор Резников.
- «Я живу» (сл. Виктора Резникова, Алексея Римицана) — исп. Валерий Леонтьев.
- «Я забуду о тебе» (сл. Игоря Кохановского) — исп. Виктор Резников, Анна Широченко, Ольга Юферева, Михаил Боярский, Наталья Шатеева, DJ Цветкоff и дуэт «Карамель».
- «Я не верю» (сл. Виктора Резникова).
- «Я не умею танцевать» (сл. Виктора Резникова, Юрия Бодрова) — исп. Виктор Резников, Лариса Долина, Тынис Мяги (также, на эстонском языке под названием «Peegel»), Валерий Леонтьев, Игорь Иванов, ВИА «Надежда», группа «Fun2Mass» (известны также как проект Hotel Atlantique), эстонский ВИА «Regatt» (на эстонском языке под названием «Peegel»), группа «Пилотаж», группа «Ассорти», Александр Ревва, Дмитрий Кобозев, Андрей Косинский в шоу «Голос 60+».

### Дискография
| Год  | Название                                | Носитель   | Лейбл / номер по каталогу | Трек-лист |
| 1981 | Песни Виктора Резникова                 | EP (flexi) | Мелодия / С62-16141—42    | - Я не умею танцевать (В. Резников, Ю. Бодров) — Т. Мяги, ВИА «Джаз-комфорт» - Не беда (В. Резников) Я. Йоала, ВИА «Радар» - Признание (И. Резник) — А. Пугачёва, инструментальный ансамбль - Тандем (Н. Зиновьев) — Я. Йоала, ВИА «Радар» |
| 1988 | Песни из кинофильма «Как стать звездой» | LP         | Мелодия / С60 26653 002   | - Не забудь (А. Вознесенский) — М. Леонидов - Как дела, старина? (В. Резников, М. Леонидов) — Группа «Секрет» - Дарю, дарю! (А. Римицан) — группа «Секрет» - Меняю (А. Вознесенский) — Иво Линна, Т. Мяги - Признание (В. Резников) — М. Ганичева - Я живу (В. Резников, А. Римицан) — В. Леонтьев - Сонет № 65 (У. Шекспир, перевод С. Маршака) — В. Леонтьев - Биочасы (А. Римицан) — В. Леонтьев - Карточный домик (Л. Виноградова) — В. Леонтьев - Бегайте трусцой (В. Резников) — В. Резников |
| 1988 | Карточный домик                         | LP         | Мелодия / С60 26831 006   | - Льдинка (В. Резников) — Л. Долина - Практикантка Катя (В. Резников , А. Римицан) — Л. Долина - Половинка (В. Резников, А. Римицан) — Л. Долина - Телефонная книжка (В. Резников) — Л. Долина - Дельтаплан (А. Римицан) — Л. Долина - Недотрога (В. Резников) — В. Резников - Динозаврики (А. Римицан) — С. и М. Боярские, А. и В. Резниковы - Вроде всё ничего (В. Резников) — М. Боярский - Карточный домик (Л. Виноградова) — М. Боярский - Дворик (В. Резников, Ю. Бодров) — М. Боярский |
| 1993 | Дай руку и прощай                       | LP         | Russian Disc / R60 01675  | - Признание (В. Резников) — Гинтаре - Домовой (А. Римицан) — С. и М. Боярские, А. и В. Резниковы - Юлия (В. Резников) — В. Резников - Перелётная птица (В. Резников) — Л. Вайкуле - Старый фотограф (В. Резников) — В. Резников - Свет (А. Римицан) — В. Резников - Улетай, туча (В. Резников) — А. Пугачёва - Ты на пороге замри (Л. Виноградова) — М. Капуро и В. Резников - Карточный домик (В. Резников) — В. Резников - Ночь, прочь (А. Римицан) — С. и М. Боярские, А. и В. Резниковы - Спасибо, родная (В. Резников) — В. Резников                                                                                               |
| 2006 | Песни Виктора Резникова                 | CD         | КДК-Рекорд / RR-00931     | Альбом инструментальных композиций - Телефонная книжка - Динозаврики - Дворик - Признание - Льдинка - Ночь, прочь! - Примета - Карточный домик - Судьба - Недотрога - Спасибо, родная! - Свет Сергей Боярский — продюсер проекта Егор Шашин — муз. продюсирование, аранжировка, сведение, бэк-вокал Михаил Жидких — саксофоны альт и сопрано, гармошка, бэк-вокал Алексей Дегусаров, Владимир Густов — гитара Юлия Бамм, Александр Буткеев — рояль Григорий Воскобойников — контрабас Александр Благирев — бас Наталья Павлова — бэк-вокал Батырхан Шукенов — вокал, песня «Признание» Михаил Боярский — вокал, песня «Спасибо, родная» |

### Фильмография
- 1957 — «Сердце матери» — актёр (эпизод, нет в титрах)[27]
- 1986 — «Как стать звездой» — композитор, вокал (песня «Бегайте трусцой»)
- 1987 — «Вот и ты…» — автор песен «Телефонная книжка», «Практикантка Катя», «Половинка», «Дельтаплан»